# Conferencia Mundial contra el Racismo
La Conferencia Mundial contra el Racismo es una serie de eventos internacionales organizados por la Organización de las Naciones Unidas para promover la lucha contra el racismo.
Las dos primeras conferencias se celebraron en Ginebra (Suiza) con la denominación de «Conferencia Mundial para Combatir el Racismo y la Discriminación Racial» en 1978 y 1983. En 1998, la Asamblea General de las Naciones Unidas proclamó el año 2001 como «Año Internacional de la Movilización contra el Racismo, la Discriminación Racial, la Xenofobia y las Formas Conexas de Intolerancia». Ese año se celebró entre el 31 de agosto y el 7 de septiembre la tercera de estas conferencias, titulada «Conferencia Mundial contra el Racismo, la Xenofobia y las Formas Conexas de Intolerancia», en Durban (Sudáfrica), por lo que también pasó a conocerse como «Conferencia de Durban» o simplemente «Durban I». Desde entonces, se han celebrado nuevas conferencias en 2009 (Ginebra), 2011 (Nueva York, Estados Unidos) y 2021 (también en Nueva York), aunque también han recibido el apelativo corto de Durban II, III y IV, respectivamente.

## Conferencia de 2001
La conferencia de 2001 se celebró en Durban, Sudáfrica. Se realizó bajo el umbral de Naciones Unidas, entre el 31 de agosto y el 7 de septiembre. Fue presidida por Mary Robinson, la entonces alta comisionada de las Naciones Unidas para los Derechos Humanos y anteriormente presidenta de Irlanda.
La conferencia cubrió varios temas controversiales. Entre los cuales estuvo el debate en torno a las reparaciones por el comercio transatlántico de esclavos, así como la ciudadanía de segunda clase de la población palestina en Israel. Como consecuencia, en estas áreas el lenguaje de la Declaración y del Programa de Acción fue fuertemente disputado en estas áreas. Tanto en las sesiones preparatorias que se celebraron antes de la conferencia, como durante la conferencia en sí.
Dos delegaciones, la de Estados Unidos y la de Israel, se retiraron de la conferencia debido a objeciones con un borrador del documento final que equiparaba al sionismo con el racismo. No obstante, la Declaración y el Programa de Acción final no incluían el texto al que se habían opuesto ambas delegaciones. Este fue rechazado por los delegados en una votación posterior a la retirada de estos dos países.

## Conferencia de 2009
La conferencia de 2009, denominada Conferencia de Examen de Durban y conocida más popularmente como Durban II, se celebró entre el 20 y el 24 de abril en Ginebra (Suiza) con el fin de evaluar el cumplimiento de las metas establecidas ocho años antes. Fue boicoteada por Alemania, Australia, Canadá, Estados Unidos, Israel, Italia, Nueva Zelanda, los Países Bajos y Polonia. La República Checa canceló su asistencia el primer día y otros 23 países de la Unión Europea enviaron delegaciones de segundo nivel. Los países occidentales habían expresado su preocupación de que se utilizara la conferencia para promover el antisemitismo y leyes contra la blasfemia percibidas como contrarias a los principios de libertad de expresión, y que por el contrario la conferencia no abordara la discriminación contra las personas homosexuales. Los países europeos también criticaron la conferencia por centrarse en el racismo y la intolerancia en Occidente e ignorar la problemática en los países en vías de desarrollo.
La asistencia del presidente iraní Mahmud Ahmadineyad ya fue motivo de controversia debido a declaraciones anteriores suyas sobre Israel y el Holocausto. El primer día de la conferencia, Ahmadineyad, el único jefe de Estado presente, pronunció un discurso en el que calificaba a Israel de «totalmente racista» y acusaba a Occidente de utilizar el Holocausto como un pretexto para utilizar la violencia contra los palestinos. Cuando Ahmadineyad empezó a hablar sobre Israel, varios delegados de países europeos abandonaron la sala de conferencias, mientras que varios de los delegados que seguían presentes aplaudieron al presidente iraní.